# Таксайские курганы

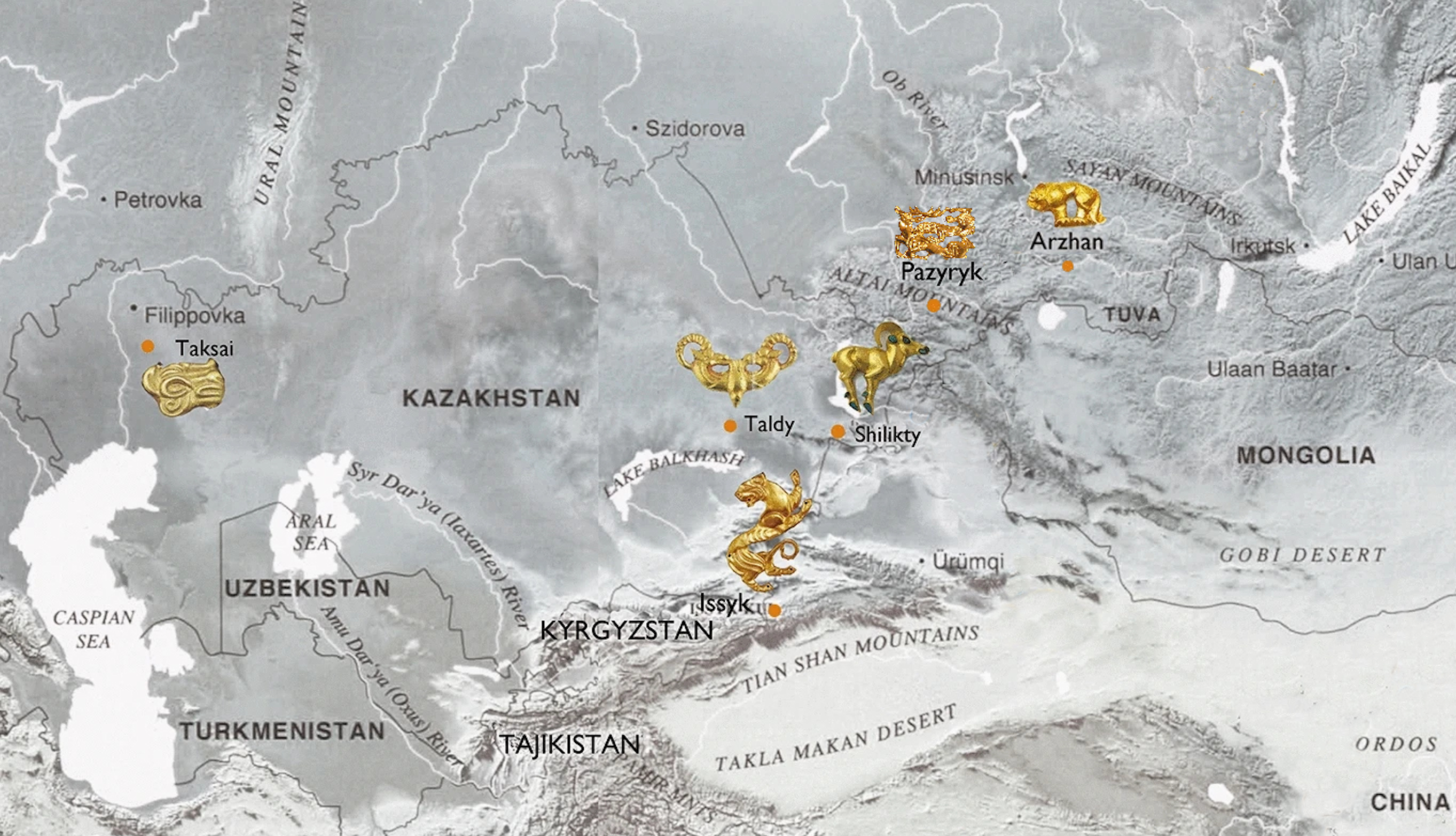
Таксай среди других курганных комплексов Средней Азии

Курга́ны Такса́й представляют собой группу сакских или савроматских погребальных курганов, расположенных в Теректинском районе Западно-Казахстанской области. Они датированы примерно 500 годом до нашей эры. Курганы были обнаружены неразграбленными, в них сохранилось множество ценных артефактов. Курган Таксай-1 был могилой богатой сакской женщины, прозванной «золотой женщиной». Некоторые из её предметов отражают иконографию империи Ахеменидов, с которой кочевые племена, возможно, находились в тесном контакте.
Кочевников Южного Урала традиционно относят к савроматам, но похороненные в курганах Таксай, по-видимому, происходили из новой волны кочевников, переселившихся в этот регион примерно в VI веке до нашей эры, для которых характерны курганы этого типа. Их иммиграция на Урал могла быть вызвана конфликтами с империей Ахеменидов.
Археологические изыскания на группе курганов проводились в 2012 году сотрудниками Центра истории и археологии Западно-Казахстанской области. Комплекс расположен в 8 километрах от посёлка Долинный и в 2 километрах от села Таксай. Основные находки принесли раскопки кургана номер 6, со сложным надмогильным сооружением. Характер найденных находок не даёт однозначного определения — принадлежали они знатной женщине или представительнице жреческого сословия. Среди историков и археологов нет однозначного мнения о существовании отдельного сословия жрецов в сакских или савроматских племенах того времени. Но сложное надмогильное сооружение, применения огня в церемонии захоронения, наличие предметов, которые большинством интерпретируются в качестве ритуальных — с их помощью проводили обряды очищения, варили лечебные или ритуальные напитки, проводили обряды с поклонением богам. склоняют большинство историков к мнению, что захоронение принадлежит почитаемой жрице.
Датировка находок была произведена радиоуглеродным методом, для этого были использованы предметы из дерева, а также кости из захоронения. В итоге было установлено, что находки относятся к VI—V векам до нашей эры. При этом в кургане № 6 было обнаружены три женских захоронения, два тела были обезглавлены. В главном захоронении в кургане находился обгоревший женский скелет, лежавший вытянуто на спине, с руками, расставленными в стороны. Не были найдены кости стоп обеих ног, возможно, что они были отрублены перед захоронением.
Все найденные золотые предметы, относящиеся к декору одежды, принадлежат к звериному стилю, типичному для находок в Южном Приуралье и в целом для степной Евразии. Весьма схожий набор украшений был найден при раскопках кургана № 2 комплекса Покровка, проведённых в 1911 году Иосифом Кастанье. Среди находок — фигурки фантастических хищников с кошачьими головами и рогами архаров, множество образов грифона — символа неба и солнца, фигурки горных козлов, архаров и баранов. Среди бытовых предметов — бронзовый котёл, жаровня, пест, тёрочник, зеркало, а также примечательный деревянный гребень.
Гребень, как и другие предметы, был сильно повреждён огнем и частично распался, но благодаря скурпулёзной работе на месте раскопок и тщательному документированию, находку удалось почти полностью реконструировать. Двусторонний гребень был сделан из тополя и был украшен весьма тонкой резьбой, изображавшей три человеческие фигуры и колесницу, запряжённую парой лошадей. Гребень состоит из трёх частей : прикладного назначения верхней из 13 крупных зубцов; нижней с 79 мелкими частыми зубцами; декоративной средней. Центральная часть гребня представляет собой сцену битвы двух ахеменидских воинов на боевой колеснице с пешим противником. Колесница и запряжённые в неё два коня занимают центр композиции, искусно передан напряжённый момент боя — кони остановлены на скаку. Археологи, исследовавшие гребень, предположили, что в его декоре изображена битва персов и сарматов.